# Ania Monica Caill
Pour les articles homonymes, voir Caill.
Ania Monica Germaine Caill, née le 24 octobre 1995 à Limoges, en France, est une skieuse alpine roumaine spécialisée dans les épreuves de vitesse. Elle a représenté la Roumanie lors des Jeux olympiques d'hiver de 2014 à Sotchi et de Pyeongchang en 2018.

## Biographie
Née en France à Limoges d'un père français et d'une mère roumaine, Ania Caill possède la double nationalité franco-roumaine. Elle commence à skier à l'âge de sept ans dans les Pyrénées, puis se rend en Savoie dans une famille d'accueil à douze ans pour pouvoir bénéficier d'un programme d'entraînement. Elle suit ensuite la filière de formation française à Bourg-Saint-Maurice puis au Pôle Espoirs de Moutiers.
En 2012, elle rejoint l'équipe nationale roumaine et le club Corona Brasov, en Transylvanie et est considérée comme un grand espoir du ski alpin roumain. Elle se qualifie pour les Jeux olympiques d'hiver de Sotchi de 2014 où elle abandonne en descente, finit 30e du super G, 22e du super combiné (dernière classée) et 51e du slalom géant.
En décembre 2016, Ania Caill se blesse au genou et rate l'ensemble de la saison.
Elle parvient toutefois à se qualifier pour ses deuxièmes Jeux olympiques d'hiver, à Pyeongchang en Corée du Sud qui ont lieu en 2018. Elle y obtient une très belle 28e place en descente et termine 36e du super G.
Sa carrière a été marquée par des désaccords avec sa fédération nationale. En janvier 2021, elle apprend via un courriel qui ne lui était pas destiné qu'elle ne faisait pas partie des athlètes retenus pour les Mondiaux de Cortina d'Ampezzo. Après une réunion en urgence à Bucarest elle obtient l'autorisation de courir en Italie contre l'avis de sa fédération. Malheureusement, elle se bloque le dos à l'entraînement ce qui la rend incapable de se mettre en position de recherche de vitesse et doit déclarer forfait pour le super G. Grâce à un travail de kinésithérapie et des infiltrations, elle parvient à s'aligner pour la descente qu'elle termine à la 30e place.
Mais sa fédération refusera de la sélectionner pour les Jeux olympiques d'hiver de 2022 de Beijing. À la suite de cette décision, l'équipementier Salomon qui équipait la skieuse annonce mettre un terme à son association avec la fédération roumaine avec laquelle elle collaborait depuis vingt ans.

## Équipements et sponsors
Ania Caill utilisera longtemps des skis et des chaussures de la marque Salomon avant de passer chez Kästle.

## Palmarès

### Jeux olympiques
| Épreuve / Édition | Sotchi 2014 | Pyeongchang 2018 |
| Descente          | Abandon     | 28e              |
| Super G           | 30e         | 36e              |
| Slalom géant      | 51e         |                  |
| Super combiné     | 22e         |                  |

### Championnats du monde
| Épreuve / Édition          | Descente | Super G | Slalom géant |
| Mondiaux 2015 Beaver Creek | -        | -       | 54e          |
| Mondiaux 2019 Åre          | 37e      | 28e     | -            |